# BurdaMedia Extra
BurdaMedia Extra s.r.o., v letech 2018 až 2024 Burda International CZ s.r.o., předtím BURDA Praha, spol. s r.o., je české vydavatelství, které produkuje několik řad časopisů. Jedná se o pobočku mezinárodní společnosti Burda International patřící do holdingu Hubert Burda Media. Na trhu působí od roku 1991, v roce 2011 se firma sloučila s firmou Hachette Filipacchi 2000.
V roce 2016 měla Burda Praha více než 280 zaměstnanců a vydávala přes 40 periodických časopisů a 80 speciálních vydání ročně. Generální ředitelkou je Petra Fundová.

## Historie
Historie společnosti sahá až do první poloviny 20. století, kdy France Burda koupil malé módní vydavatelství Effi. V lednu 1950 vyšlo první číslo časopisu Burda Moden. Časopis Burda se stal legendárním díky vloženým archům se vzory střihů, podle kterých si mohly čtenářky doma šít. V roce 1961 se Burda s nákladem 1,2 milionu stává největším módním časopisem na světě. Aenne Burdová se pro mnohé ženy stala symbolem úspěchu, „amerického snu“ po Německu. Je tak podobnou módní ikonou dvacátého století jako Coco Chanel či Estée Lauder a vzniklo tak jedno z největších světových vydavatelství.
V červnu 2011 se Burda International stala stoprocentním vlastníkem vydavatelství Hachette Filipacchi 2000, které se následně transformovalo na BURDA Media 2000 a tato společnost pokračovala ve vydávání významných lifestylových titulů Elle, Marianne, Maxim, Apetit a Marianne Bydlení. V červenci 2014 došlo k fúzi společností Burda Praha a Burda MEDIA 2000.

## České tituly v roce 2023
- Apetit, časopis o jídle a vaření
- Elle, módní časopis pro ženy
- ELLE Decoration, časopis o interiéru, designu a architektuře
- Chip, časopis o moderní technice
- Marianne, časopis pro ženy
- Marianne Bydlení, časopis o moderním bydlení
- Svět ženy, lifestylový časopis pro ženy
- Venkov a Styl, stylový časopis o českém venkově

Vydavatelství Burda Praha vydává také velké množství křížovek a sudoku.